# ネヴィル・ブラザーズ (アルバム)
『ネヴィル・ブラザーズ』（原題：The Neville Brothers）は、アメリカ合衆国のR&Bグループ、ネヴィル・ブラザーズが1978年にキャピトル・レコードから発表した初のスタジオ・アルバム。

## 背景
ネヴィル4兄弟は、叔父のジョージ・ランドリー率いるバンド「The Wild Tchoupitoulas」のレコーディングおよびツアーに参加した後、1977年よりネヴィル・ブラザーズとしての活動を開始した。「Washable Ink」はシンガーソングライターのジョン・ハイアットが提供した曲で、ハイアット自身のヴァージョンは、1979年1月発売のアルバム『スラッグ・ライン』に収録された。「All Nights, All Right」は、Honey White and the Night Manが1976年にシングルとして発表した曲「All Night's Alright」のカヴァー。

## 反響・評価
アメリカの『ビルボード』では各種チャート入りを逃し、ネヴィル・ブラザーズは本作限りでキャピトルとの契約を失った。ジム・アレンはオールミュージックにおいて5点満点中3点を付け「後の幾つかの作品と比べて、ややニューオーリンズ色が薄い」「ネヴィル・ブラザーズが、まだ胎生期だった感は否めないが、当時すでに注目すべきアンサンブルを披露しており、バンドの歴史における興味深い時代ではある」と評している。

## 収録曲
1. "Dancin' Jones" (Jerry Leiber, Mike Stoller, John Sembello, Ralph Palladino) – 3:14
2. "Washable Ink" (John Hiatt) – 4:01
3. "All Nights, All Right" (Weldon Dean Parks) – 3:48
4. "Audience for My Pain" (Barry Goldberg, Gerry Goffin) – 3:59
5. "Break Away" (Charles Neville) – 4:30
6. "If It Takes All Night" (David Forman) – 4:05
7. "I'll Take My Chances" (Lewis Anderson, Susan Hackney, Tony Brown) – 3:15
8. "Vieux Carre' Rouge" (C. Neville) – 4:25
9. "Arianne" (Christian Roudey) – 4:47
10. "Speed of Light" (C. Neville) – 6:10

## 参加ミュージシャン
- アーロン・ネヴィル - ボーカル、パーカッション
- アート・ネヴィル - キーボード、ボーカル
- チャールズ・ネヴィル - サクソフォーン、パーカッション、ボーカル
- シリル・ネヴィル - コンガ、ボーカル
- ケイシー・ケリー - ギター、ハーモニカ
- ジミー・バレロ - ギター
- トニー・バーグ - ギター、ホーン・アレンジ
- ジェラルド・ティルマン - オルガン
- ユージン・シネガル - ベース
- ニュートン・モソップ・ジュニア - ドラムス
- ジャック・ニッチェ - ストリングス・アレンジ